# Pop-up

Pop-up di navigazione a gif

In informatica, i pop-up (termine inglese; in italiano finestre a comparsa) sono degli elementi dell'interfaccia grafica, quali finestre o riquadri, che compaiono automaticamente durante l'uso di un'applicazione ed in determinate situazioni, per attirare l'attenzione dell'utente. Tipici pop-up sono quelli contenenti pubblicità e che compaiono nel browser durante la navigazione sul World Wide Web.
Il suo inventore è Ethan Zuckerman, che li aveva creati con lo scopo di tenere separata la pubblicità durante la navigazione nel sito Tripod.

## Usi

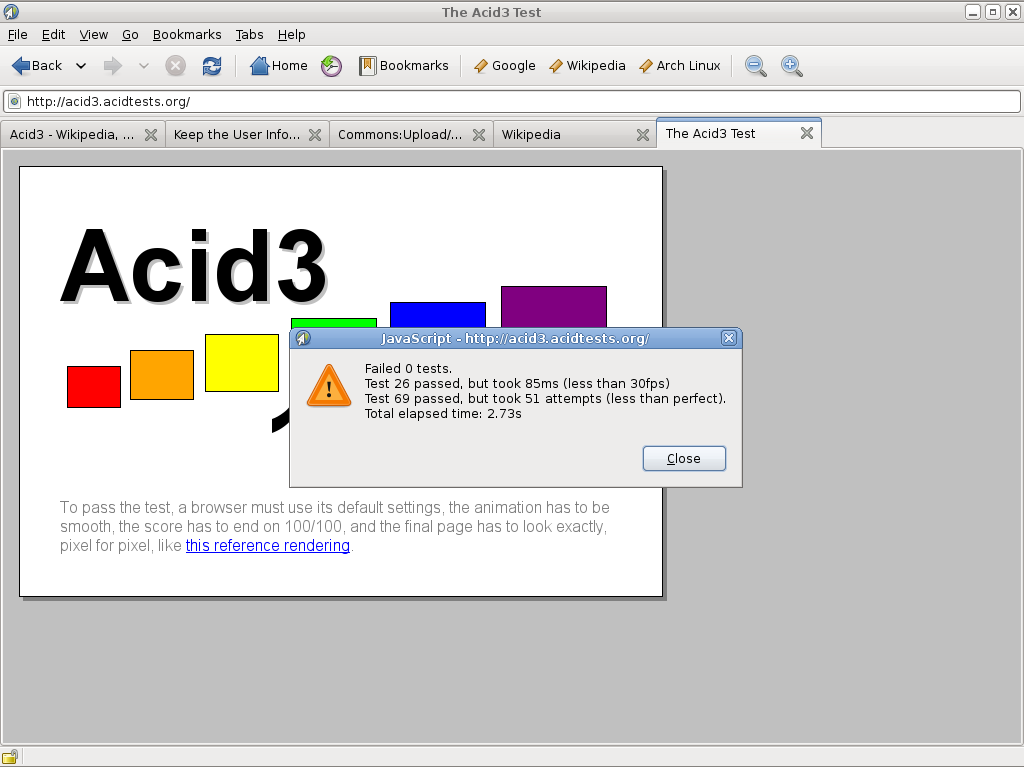
Pop-up d'avviso

Questi elementi possono essere usati per:
- Aiutare la navigazione in questo caso si parla di pop-up di navigazione e hanno il compito di descrivere in maggiore dettaglio un determinato elemento del testo, per visualizzare questo messaggio è sufficiente portare il puntatore sopra l'elemento munito di questo sistema.
- Avviso in alcuni casi esistono dei software che una volta terminata una determinata situazione o azione generano un avviso che compare tramite pop-up.
- Pubblicità, sono una forma di pubblicità presente sul World Wide Web e costituiscono una tipologia di web marketing definita promotion marketing online.

## Tecniche
Si ha un pop-up quando alcuni siti aprono una nuova finestra del browser contenente il messaggio. La finestra pop-up viene spesso generata da un JavaScript, ma esistono altri mezzi per ottenere lo stesso risultato. La pubblicità in finestre pop-up viene generalmente considerata più intrusiva e sgradevole rispetto ai banner e diversi browser consentono all'utente di richiedere il blocco di questa funzionalità del browser. Molti malware inoltre, come Virtumonde, fanno apparire pop-up pubblicitari anche quando non si è connessi ad Internet.

## Lista di alcune applicazioni che consentono di bloccare ipop-up
- Google: Google Toolbar freeware
- KillAd: KillAd - freeware
- NoAds: NoAds - freeware
- Pop-up Stopper
- Pop-up Killer

## Pop-under

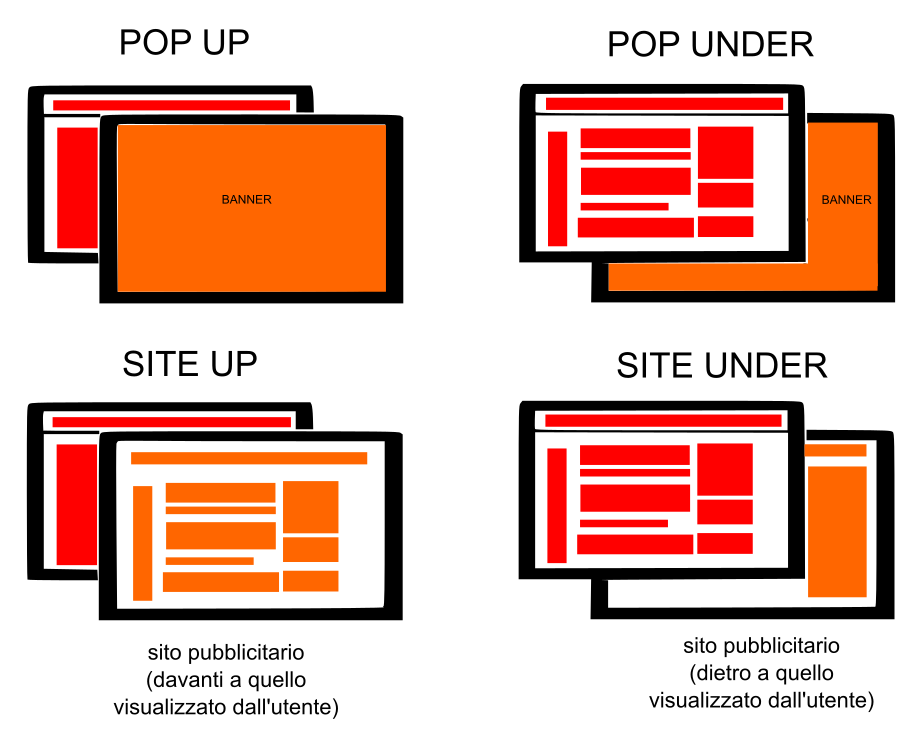
Confronto tra pop-up, pop-under, site-under e site-up

Una variante meno intrusiva del pop-up è il banner pop-under. Questo apre sempre una nuova finestra del proprio programma di navigazione (o browser), ma invece di apparire in primo piano questa resta posizionata dietro la pagina che si sta visitando, senza disturbare la lettura.
A sua volta il pop-under ha una variazione, il site-under. In questo caso la pubblicità si apre sotto la pagina correntemente visualizzata (oppure in una diversa scheda) e viene quindi visualizzata solo nel momento in cui un utente chiude la pagina.

## Menùpop-up
Nel web esistono anche menù pop-up, apribili al clic dell'utente.

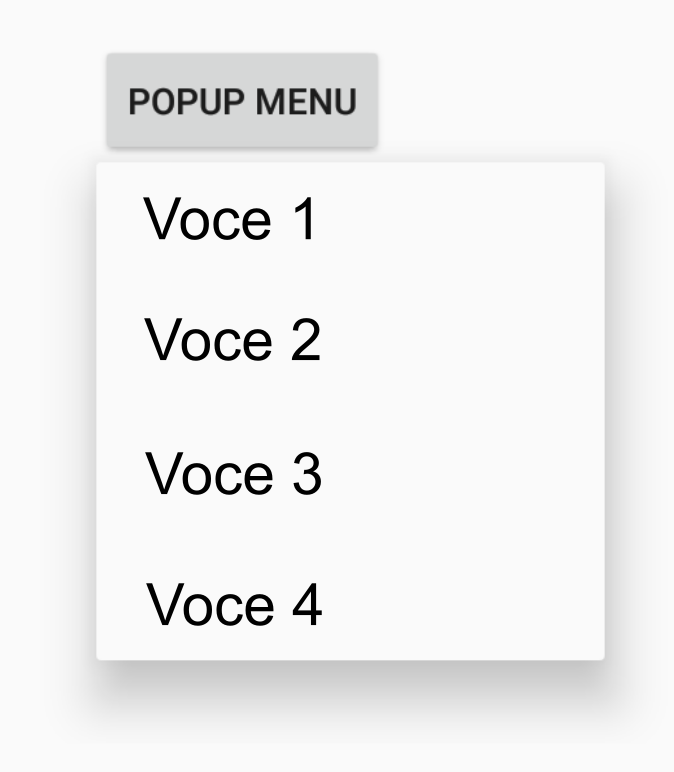
Menù pop-up